# Relacja (matematyka)
Relacja – dowolny podzbiór iloczynu kartezjańskiego skończonej liczby zbiorów; definicja ta oddaje intuicję pewnego związku, czy zależności między elementami wspomnianych zbiorów (elementy wspomnianych zbiorów pozostają w związku albo łączy je pewna zależność, czy też własność lub nie). Najważniejszymi relacjami są relacje dwuargumentowe, tj. między elementami pary zbiorów (opisane w osobnym artykule, w tym funkcje i działania jednoargumentowe); relacje jednoargumentowe to po prostu podzbiory pewnego zbioru.
Pojęcie relacji uogólnia się na klasy: ma to na celu opisanie równości różnych obiektów jako relacji i ominięcie przy tym różnych paradoksów związanych z teorią mnogości (np. paradoks zbioru wszystkich zbiorów).

## Wprowadzenie
Zbiór {\displaystyle P} wszystkich obywateli Polski jest relacją (jednoargumentową) w zbiorze wszystkich żyjących ludzi {\displaystyle L} wprost z definicji.
Ponieważ każdy człowiek został narodzony, to można wprowadzić relację (dwuargumentową) w zbiorze {\displaystyle L,} która obrazowałaby relację matka-dziecko: kluczowymi jej własnościami będzie to, że nikt nie może być swoją matką (przeciwzwrotność), ponadto relacja ta nie jest symetryczna – jeżeli {\displaystyle {\text{Janina Kowalska}}\in L} jest matką człowieka nazwiskiem {\displaystyle {\text{Jan Kowalski}}\in P,} to nie jest tak, iż {\displaystyle {\text{Jan Kowalski}}} jest matką człowieka znanego jako {\displaystyle {\text{Janina Kowalska}};} jest wręcz wprost przeciwnie (przeciwsymetryczność); z pewnością relacja nie jest również przechodnia, tj. jeśli nawet {\displaystyle {\text{Janina Kowalska}}} jest matką dla {\displaystyle {\text{Anna Nowak}}\in L,} a {\displaystyle {\text{Anna Nowak}}} jest matką dla {\displaystyle {\text{Jan Nowak}}\in P,} to z pewnością {\displaystyle {\text{Janina Kowalska}}} nie może być matką dla {\displaystyle {\text{Jan Nowak}}.} Rozszerzenie relacji bycia matką na relację bycia przodkiem zapewnia już przechodniość – w ten sposób w zbiorze żyjących ludzi wprowadzany jest pewien porządek, zwykle jednak dane dwie osoby są nieporównywalne (jest to tzw. porządek częściowy). Inną relacją tego rodzaju jest relacja starszeństwa (nie bycia młodszym), tu jednak możliwe jest porównanie wszystkich żyjących ludzi (tzw. porządek całkowity).
Podobne rozważania prowadzą do wniosku, że np. nikt nie może pozostawać ze sobą w relacji małżeństwa (brak zwrotności), jest wręcz odwrotnie (przeciwzwrotność), jednakże jest ona symetryczna: jeżeli {\displaystyle {\text{Janina Kowalska}}} jest w relacji małżeństwa z {\displaystyle {\text{Jan Kowalski}},} to i {\displaystyle {\text{Jan Kowalski}}} pozostaje w tej relacji z {\displaystyle {\text{Janina Kowalska}};} w ogólności nie jest też ona przechodnia.
W zbiorze {\displaystyle L} można wprowadzić podział na rozłączne podzbiory, np. ze względu na liczbę żyjących dziadków: każdy z ludzi będzie należał do jednego z pięciu zbiorów. Podział wprowadza pewną relację dwuargumentową na zbiorze {\displaystyle L;} każdy ma tyle samo żyjących dziadków, co on sam (zwrotność), ponadto jeśli {\displaystyle {\text{Jan Nowak}}} ma tyle samo żyjących dziadków, co {\displaystyle {\text{Anna Nowak}},} to {\displaystyle {\text{Anna Nowak}}} ma tyle samo żyjących dziadków, co {\displaystyle {\text{Jan Nowak}}} (symetryczność), wreszcie jeśli {\displaystyle {\text{Jan Nowak}}} ma tyle samo żyjących dziadków, co {\displaystyle {\text{Anna Nowak}},} zaś {\displaystyle {\text{Anna Nowak}}} ma ich tyle samo, co {\displaystyle {\text{Jan Kowalski}},} to i {\displaystyle {\text{Jan Nowak}}} ma tyle samo żyjących dziadków, co {\displaystyle {\text{Jan Kowalski}}} (przechodniość). Takie relacje są nazywane relacjami równoważności: nie są one tylko wyznaczane przez podziały zbiorów, ale i same je wyznaczają – mówi o tym zasada abstrakcji. Inną relacją tego rodzaju jest np. relacja bycia w tym samym wieku.

## Definicje
Jeśli {\displaystyle X=X_{1}\times \ldots \times X_{n}} jest iloczynem kartezjańskim {\displaystyle n} zbiorów {\displaystyle X_{1},\dots ,X_{n},} to relacją {\displaystyle n}-argumentową {\displaystyle \varrho } nazywa się podzbiór {\displaystyle X;} jego elementami są {\displaystyle n}-ki uporządkowane postaci {\displaystyle (x_{1},\dots ,x_{n})} należących do zbioru {\displaystyle X;} mówi się wtedy, że elementy {\displaystyle x_{1},\dots ,x_{n}} są ze sobą w relacji bądź, iż zachodzi między nimi relacja {\displaystyle \varrho .} Zasadniczo każdy ze zbiorów {\displaystyle X_{1},\dots ,X_{n}} nazywa się dziedziną, choć w szczególnym przypadku {\displaystyle n=2} korzysta się dodatkowych nazw (np. dziedzina lewo- i prawostronna, czy przeciwdziedzina; również, gdy relacja jest funkcyjna). Sumę {\displaystyle X_{1},\dots ,X_{n}} dziedzin nazywa się polem relacji. Zbiór {\displaystyle \mathrm {Rel} (X_{1},\dots ,X_{n})} wszystkich relacji n-argumentowych między zbiorami {\displaystyle X_{1},\dots ,X_{n}} ma moc {\displaystyle |\mathrm {Rel} (X_{1},\dots ,X_{n})|=2^{|X_{1}|\dots |X_{n}|}.}

## Przykłady
Szczególnym przypadkiem są relacje zawarte w {\displaystyle n}-tej potędze kartezjańskiej zbioru {\displaystyle X,} czyli relacje {\displaystyle \varrho \subseteq X\times X\times \ldots \times X=X^{n}.}
- Pod względem formalnym interesujący jest przypadek tzw. relacji zeroargumentowych, czyli zeroczłonowych. Istnieją tylko dwie takie relacje – relacja pusta {\displaystyle \varnothing } oraz {\displaystyle X^{0}=\{\varnothing \}} (jednoelementowy podzbiór zawierający zbiór pusty). Pojawiają się one w rozważaniach teoretycznych dla kompletności teorii, ale nie mają one większych zastosowań jako trywialne.
- Częściej używanymi relacjami są relacje jednoargumentowe, czyli jednoczłonowe albo unarne, czyli podzbiory zbioru {\displaystyle X.} Odpowiadają one wskazaniu pewnego podzbioru w zbiorze {\displaystyle X;} przykładowo w zbiorze liczb rzeczywistych {\displaystyle \mathbb {R} } takimi relacjami są: zbiór liczb wymiernych {\displaystyle \mathbb {Q} ,} zbiór liczb parzystych czy przedział jednostkowy {\displaystyle (0,1).} W algebrze relacje jednoargumentowe pojawiają się jako elementy wyróżnione (są to w istocie działania zeroargumentowe, również rozważane są dla kompletności teorii).
- Relacje dwuargumentowe, czyli dwuczłonowe albo binarne są zdecydowanie najpopularniejszym typem relacji; najczęściej rozważa się je określone na jednym zbiorze. Oprócz wymienionych we Wprowadzeniu relacji porządkujących czy równoważności jedną z najważniejszych relacji dwuargumentowych jest funkcja (w tym wspomniane wyżej działania algebraiczne).
- Niekiedy rozpatruje się także relacje trójargumentowe, nazywane też trójczłonowymi bądź ternarne, przykładami mogą być występujące w geometrii relacja leżenia między czy współliniowość trzech punktów;
- spotyka się niekiedy relacje czteroargumentowe, tzn. czteroczłonowe albo kwaternarne, np. dwustosunek czterech punktów albo relacja rozdzielania dwóch par punktów (choć czasem traktuje się je jako relacje dwuargumentowe między wektorami, tj. odcinkami skierowanymi).